# Primer tríptico de Valle Castellana
El Primer tríptico de Valle Castellana es una pintura al temple y oro sobre tabla de 207 x 145 cm de Carlo Crivelli, que data hacia 1472 y se conserva en la pinacoteca cívica de Ascoli Piceno.

## Historia
La obra procede de la iglesia de San Vito en Valle Castellana, en la provincia de Téramo. Incompleta y parcialmente ilegible debido a su mal estado de conservación, se considera sin embargo autógrafa, con la excepción de Drey (1927), quien se la adjudicó a Pietro Alemanno. Sin embargo, Berenson y todos los críticos siguientes tuvieron una opinión contraria, observando su cercanía estilística al Políptico de San Emidio para la Catedral de Ascoli.

## Descripción y estilo
El tríptico está compuesto por una Virgen entronizada con el Niño en el centro, acompañada junto al trono de mármol a cada lado por San Pedro Mártir y el beato Jaime de la Marca con tres donantes arrodilladas orantes, pequeñísimas abajo a la derecha. A los lados están San Pedro Apóstol y San Sebastián, atado a la columna asaetado y desnudo excepto un paño a las caderas, mientras que en la cúspide triangular está el Padre Eterno de medio cuerpo bendiciendo con el orbe de oro.
Como en la Virgen de Corridonia y en otras obras de aquellos años, el artista dejó temporalmente de lado el fondo dorado, extendiendo un color rojo uniforme en el que aparecen serafines en el panel de Dios Padre, y colgando telas verticales detrás de los santos, decoradas con bordados y damasco mientras es dorada la que cae delante del respaldo del trono de la Virgen. La expresión de los santos es variada e incluso la Virgen, extendiendo un brazo, parece ofrecer de forma original a su hijo a la contemplación de los fieles. Sin embargo, en el panel central permanecen rasgos estilísticos más arcaicos, como las proporciones jerárquicas.